# Jutland
Lo Jutland (in danese Jylland; in tedesco Jütland) è una penisola del nord Europa divisa tra Germania, a sud, e Danimarca, di cui costituisce la parte peninsulare.
Il fiume Eider è considerato il confine della penisola dello Jutland e il resto del continente europeo.

## Geografia fisica
Essa divide il Mare del Nord da quello Baltico.
Il territorio è relativamente piatto, con presenza di basse colline e torbiere. La penisola occupa un'area di 29775 km² e conta una popolazione di 2 491 852 abitanti (2004).

## Geografia politica
Vendsyssel-Thy (Danimarca) è storicamente una parte della Jutland, anche se è stata separata da una inondazione nel 1825.
     Jutland Settentrionale (Danimarca)
     Jutland Meridionale (Danimarca)
     Schleswig meridionale (Germania)
     Holstein (Germania)
Amministrativamente la maggior parte del territorio appartiene al Regno di Danimarca. La parte meridionale invece appartiene allo stato tedesco dello Schleswig-Holstein, possedimento passato più volte di mano tra danesi e vari monarchi tedeschi, con la Danimarca che ha riscattato la contea di Nordslesvig grazie a un plebiscito nel 1920.

### Regioni
- Jutland Settentrionale
- Jutland Centrale
- Jutland Meridionale (o Schleswig settentrionale)
- Schleswig meridionale
- Holstein

### Città
Le principali città della parte danese della penisola dello Jutland sono Århus, Aalborg, Billund, Esbjerg, Holstebro, Fredericia, Frederikshavn, Randers, Kolding, Ribe, Vejle, Silkeborg e Horsens, mentre le cinque maggiori città dello Schleswig-Holstein sono Kiel, Lubecca, Flensburgo, Neumünster e Norderstedt, benché Lubecca e Norderstedt non siano propriamente nello Jutland.

## Storia
Durante il periodo romano era la penisola abitata dai Cimbri, Chersonesus cimbrica, popolo che migrò a sud intorno al 100 a.C. si ipotizza a causa di qualche catastrofe naturale o cambiamento climatico, non è dato a sapere. Durante il V secolo fu occupata dagli Juti, da cui deriva il nome odierno Jutland, ovvero la terra degli Juti. Ad occidente della penisola durante la prima guerra mondiale si combatté il 31 maggio 1916 la battaglia dello Jutland, la più grande battaglia navale della storia tra la flotta britannica e quella tedesca.

## Cultura
Lo scrittore Jakob Knudsen (1858-1917) fu membro fondatore del 'Gruppo di Jylland', che raggruppava artisti, letterati e uomini di cultura, aventi l'obiettivo di elogiare le caratteristiche della Jutland, in contrapposizione alla cultura 'mondanizzata' della capitale danese.

## Origini
In origine lo Jutland era una specie di palude creata dal mare del Nord; successivamente lo Jutland fu bonificato cioè "pulito" dall'uomo diventando così una pianura artificiale